# Dingareh FC
El Dingareh FC fue un equipo de fútbol de Gambia que alguna vez jugó en la Liga de fútbol de Gambia, la liga de fútbol más importante del país.

## Historia
Fue fundado en el año 1940 en la capital Banjul con el nombre Dingareh FC Bathurst como una parte del club deportivo Dingareh, ya que también contaba con una sección en baloncesto, la cual actualmente tiene mucho éxito en Gambia. Fue uno de los primeros equipos de fútbol de Gambia y jugaron en la primera edición de la Liga de fútbol de Gambia en 1940.
Nunca pudo ganar el título de liga, pero sí ganó la copa en 1 ocasión, clasificando para su única competición internacional, la Recopa Africana 1980, en la que desertó antes de enfrentar al Africa Sports de Costa de Marfil, quien acabaría como subcampeón del torneo.
La sección de fútbol se disolvió en 1981, pero su sección de baloncesto continua en actividad.

## Palmarés
- Copa de fútbol de Gambia: 1

1978/79

## Participación en competiciones de la CAF
- Recopa Africana: 1 aparición

1980 - abandonó en la Primera Ronda